# ビッグゴールド
『ビッグゴールド』は、かつて小学館が発行していた青年漫画雑誌。一度休刊になった後に復活したが、再び休刊となっている。

## 創刊〜一時休刊
『ビッグコミック』の増刊誌として1978年6月8日に創刊。『ビッグコミック』から派生誌としては『ビッグコミックオリジナル』に続く2冊目。B5サイズで表紙は小学館の雑誌のマスコットキャラクターであるナマズが大きく印刷されているだけのシンプルなデザインであった。年齢層的には『ビッグコミック』と変わらないが、石ノ森章太郎、赤塚不二夫、松本零士といった豪華執筆陣を数多く揃えていた。
1985年7月18日の12号で一時休刊。

### 主な掲載作品

#### 連載
- 無限海漂流記（松本零士） No.1 - No.12
- 沙流譚 -漢書-（石森章太郎） No.2 - No.10
- 芥川龍之介の世界（小島功） No.4 - No.8
- 実録第二次世界大戦（さいとう・たかを） No.8 - No.12
- 釣魚迷が奔る!!（矢口高雄） No.9 - No.10
- 一葉裏日誌（上村一夫） No.10 - No.12
- おおまん（長谷川法世） No.9 - No.11
- 空港（石森章太郎） No.11 - No.12
- ナンセンス劇場（黒鉄ヒロシ） No.11 - No.12

#### 読み切り
No.1
- 過去からの声（作：手塚治虫、画：さいとう・たかを）
- 街角のアンナ（里中満智子）
- ラドン（西岸良平）
- 裸のお百（一ノ関圭）
- 動物章図鑑（石森章太郎）
- 大研究（園山俊二）
- ざ・ぷろふぇっしょなる（ちばてつや）
- ワタカ（白土三平）

No.2
- みずめ（作：瀬戸内晴美、構成・画：牧美也子）
- 潮風とこいのぼり（青柳裕介）
- 春うらら（西岸良平）
- Smile（楳図かずお）
- 薔薇達（水野英子）
- 火の山（手塚治虫）

No.3
- 夏弔（なつのとむらい）（作：小池一夫、画：真崎・守）
- 虹色坂の怪（西岸良平）
- 課題競作（ポスト）（赤塚不二夫、さいとう・たかを、里中満智子、花村えい子）
- ドストエフスキーの犬（ジョージ秋山）
- アダムの星（脚本：ジェームス三木、画：平野仁）

No.4
- 銀杏の家（詩：吉原幸子、画：上村一夫）
- 美食三昧（一ノ関圭）
- パラレル同窓会（藤子不二雄）
- 童話・家族日誌（西岸良平）
- 鏡の中で（戸峰美太郎）
- 魚石（つげ義春）
- 七つ桶の岩（白土三平）

No.5
- 壺の中（篠原とおる）
- 閻魔堂の怪人（西岸良平）
- ガラスの靴は、はかない（弘兼憲史）
- 土用前（岩重孝）
- 黙禱（川崎のぼる）

No.6
- 舞茸（作：白土三平、画：一ノ関圭）
- クレオパトラだぞ（藤子不二雄）
- 五年目の秋（里中満智子）
- レーモン河畔（水木しげる）
- 孔雀風琴（宮谷一彦）

No.7
- 徳川家康（作：小池一夫、画：神江里見）
- にがい追跡（松森正）

No.8
- 現代の論争（作：糸井重里、画：古谷三敏）
- うたまる（上村一夫）
- 笑造交遊録（境田昭造）

No.9
- 狼少年（西岸良平）

No.10
- コスモゾーン（西岸良平）
- 持衰（木村えいじ）

No.11
- 酒たのむ（北見けんいち）
- さくらさくら（青柳裕介）
- 炎坂心中（作：牛次郎、画：ひきの真二）
- ドハツテンツク（ジョージ秋山）

No.12
- Rōjin（楳図かずお）
- ドクター泰介（作：水谷龍二、画：小野新二）
- 女の主張（赤星たみこ、刀根夕子、内田春菊、桜沢エリカ）
- 脱獄最終便（作：工藤かずや、画：木村えいじ）
- 新宿ララバイ（作：矢島正雄、画：浦沢直樹）
- 情報の日（すがやみつる）
- 日本から来たチャンピオン（山松ゆうきち）

## 復活〜休刊
1992年12月17日、毎月17日の『月刊ビッグゴールド』として新創刊。サイズがA4になり、表紙イラストが藤井啓誌（後にたむらしげる）によるイラストとなった。旧版同様『ビッグコミック』の増刊扱いであったが、1995年1月号で独立創刊された。横山光輝の『史記』や松本零士の『銀河鉄道999』の続編の連載で知られる。
1999年3月、休刊。

### 主な掲載作品

#### 連載
- 平成野球草子（水島新司）
- アトンの娘（里中満智子）
- ケースハード（松本零士）
- 不思議電車（水木しげる）※2号からは『不思議シリーズ』に改名
- 史記（横山光輝）
- 夢枕（林静一）
- 仁山河駄呆留氏（川崎のぼる）※後に『Mr.ゴルファー 仁山河駄呆留氏』に改名
- ギャンブル哲学（黒鉄ヒロシ）
- サンドイッチマン（二階堂正宏）
- 博愛の人（ジョージ秋山）
- 妖怪変化シリーズ（水木しげる）
- 理想宮（畑中純）
- 炎々ゆめうつつ（牧美也子）
- ゼンマイ仕掛けの犯罪白書（青柳裕介）
- 幕間〜みじかめ噺（高井研一郎）
- 一コマスタジアム（山田紳）
- 学校へ行くクスリ（萩尾望都）
- 日常劇場（蛭子能収）
- 下落合シネマ酔館（作：赤塚不二夫、やまさき十三、画：和田誠）
- 虹のコレクション（たむらしげる）
- 猿飛佐助（石ノ森章太郎）
- 職人尽百景（村野守美）
- 宮本武蔵（石ノ森章太郎）
- 野性伝説/爪王（作：戸川幸夫、画：矢口高雄）
- たらちねストリート（作：面家哲郎、画：高井研一郎）
- GAM-BLUES（黒鉄ヒロシ）
- どてらネコの月例チョー議会報告（はしもといわお）
- 塚原卜伝（石ノ森章太郎）
- 新・藩翰譜 森一族（作：久保田千太郎、画：ほんまりう）
- 大多摩月夜（畑中純）
- 野性伝説/羆風（作：戸川幸夫、画：矢口高雄）
- 銀河鉄道999（松本零士）
- 朝子の野球日記（水島新司）
- 鶴亀ワルツ（里中満智子）
- 東西奇ッ怪紳士録（水木しげる）
- マジデカ（作：中原まこと、画：高井研一郎）
- 捨てがたき人々（ジョージ秋山）
- ワルイヤツラ（さそうあきら）
- おもひで飲食展（北見けんいち）
- 生鮮マンガ市場（夏目房之介・他）
- 代表取締役 近藤勇（川崎のぼる）
- 野性伝説/北へ帰る（作：戸川幸夫、画：矢口高雄）
- 鈍色の坂（柳澤公夫）
- ぼくらはみんな生きている（さそうあきら）
- 木槌の誘い（水木しげる）
- まぼろしの旗（竹宮恵子）
- 小池さん（作：林律雄、画：高井研一郎）
- 野性伝説/飴色角と三本指（作：戸川幸夫、画：矢口高雄）
- 新宿ギョインバット（くじらいいく子）
- 史記列伝（横山光輝）
- お父さんは急がない（倉多江美）

#### シリーズ連載
- 恋愛列伝シリーズ（齋藤なずな）
- 心の迷宮シリーズ（近藤ようこ）
- ワールド漂流記シリーズ（藤子不二雄Ⓐ）

#### 読み切り
- もしも（楳図かずお）
- SKY（六田登）
- 古代エジプトに魅せられて（作：吉村作治、画：里中満智子）
- テニス事始め（ちばてつや）
- みかえり桜（青柳裕介）
- カモメたちの神殿（御厨さと美）
- オヤジのキモチ（山科けいすけ）
- 甘い生活（玖保キリコ）
- 1993年30歳を迎えるにあたり（吉田戦車）
- 乞う御期待（作：西ゆうじ、画：高井研一郎）
- 肌の記憶（池上遼一）
- 紅にほふ（竹宮恵子）
- 勝つためのJリーグ大作戦（業田良家）
- すっとこどっこい!Jリーグ（カーツ佐藤）
- Jリーグ4コマ（中川いさみ）
- トペトロの葬式（水木しげる）
- シェー教の崩壊（赤塚不二夫）
- トキワ荘物語（赤塚不二夫）※石ノ森章太郎も同名の作品を発表
- まつり（あきやま耕輝）
- 超時空戦艦まほろば（松本零士）
- 石の中の魚（作：古山寛、画：ほんまりう）
- 審判のいないゲーム（五十嵐幸吉）
- スクリュー（さそうあきら）
- 躍動する魂の官能 カミーユ・クローデル（曽根富美子）
- カマル 夏の妹（比嘉慂）

## 漫画単行本レーベルについて
本誌の単行本として『ビッグゴールドコミックス』『ビッグコミックスゴールド』という2つの漫画単行本レーベルが存在していた。しかしこの単行本は新創刊後のビッグゴールドの作品の単行本であり、初めて創刊されたビッグゴールドの作品の単行本は前述のレーベル以外のレーベルから発行されていることが多い。